# Henry Godolphin
Henry Godolphin (1648-1733) est prévôt du Collège d'Eton et doyen de la Cathédrale Saint-Paul de Londres. Il se heurte à Christopher Wren à l'époque où la nouvelle cathédrale est parvenue à son achèvement.

## Biographie
Il est né à Godolphin House, Cornouailles, le 15 août 1648, quatrième fils de Sir Francis Godolphin (1605-1667) et frère cadet de Sidney Godolphin, et de Dorothy, deuxième fille de Sir Henry Berkeley de Yarlington, Somerset. Il est admis à Eton le 8 octobre 1665. Il s'immatricule au Wadham College à Oxford le 30 août 1664 et obtenant son BA en 1668. La même année, il est élu membre du All Souls College, où il obtient sa maîtrise en 1672, et son doctorat le 11 juillet 1685.
Il est nommé membre du Collège d'Eton le 14 avril 1677. Par mandat royal, il est nommé prévôt du collège le 16 octobre 1695 et installé le 30 octobre. Il est un bienfaiteur du collège, contribuant à la modification de la chapelle et érigeant à ses frais une statue de cuivre du fondateur, Henri VI, dans la cour de l'école.
Il est nommé prébendier de Saint-Paul le 13 novembre 1683 et tient cette prébende jusqu'à sa mort. Après la mort de William Sherlock, il est élu Doyen de Saint-Paul le 14 juillet 1707 et installé le 18 juillet. Il démissionne du doyenné en octobre 1726, lorsqu'il reprend ses fonctions de prévôt d'Eton. Pendant son mandat à Saint-Paul, il a fait partie de la Commission de reconstruction, représentant avec John Younger et William Stanley la génération montante du chapitre de la cathédrale. Sur des points de détail, des désaccords constants existent de 1707 à 1711, année de la dissolution de la Commission, avec l'impérieux Sir Christopher Wren. Finalement, Wren utilise son influence auprès de la reine pour se débarrasser de la Commission. Des polémiques sont alors dirigées contre Wren, alors âgé de plus de 80 ans. Lors de l'accession au trône de George Ier en 1714, la Commission est reconstituée. Elle travaille sur le dôme, proposant une balustrade. La carrière de Wren se termine sur une note d'amertume et de critique peu satisfaisante .
Godolphin décède à Windsor le 29 janvier 1733, et est enterré à la chapelle du collège d'Eton.
Godolphin House, l’une des premières maisons d’internat du Collège Eton, porte son nom.

## Famille
Il épouse Mary, fille du colonel Sidney, fils de John Godolphin (en); elle meurt le 30 juin 1743. Son fils, sir Francis Godolphin (2e baron Godolphin), succède à son cousin Francis Godolphin (2e comte de Godolphin) comme 2e baron Godolphin de Helston en 1766; à sa mort en 1785, le titre disparut. Sa fille Mary a épousé William Owen de Porkington .